# Дія (сервіс)
Дія (скорочення від «Держава і я», англ. Diia) — державний мобільний застосунок, вебпортал і бренд цифрової держави в Україні, розроблений Міністерством цифрової трансформації України (Мінцифри України) за наказом президента Володимира Зеленського. У 2024 році кількість користувачів складала понад 21 мільйон українців.
Застосунок дає змогу зберігати водійське посвідчення, внутрішній і закордонний паспорти й інші документи в смартфоні, а також передавати їхні копії при отриманні банківських чи поштових послуг, заселенні в готель і в інших життєвих ситуаціях. Також через Дію (застосунок і/або портал) можна отримати такі державні послуги як єМалятко (при народженні дитини), реєструвати бізнес і ФОП онлайн, сплачувати податки й подавати декларації, підписувати документи, змінювати місце реєстрації, отримувати Національний кешбек, перевіряти ставки іпотеки на житло єОселя тощо. До 2024 планувалося перевести 100 % державних послуг у Дію. Станом на 2022 рік на порталі було доступно 72 послуги, а у застосунку — 9 послуг та 15 цифрових документів.

## Історія

### «Держава в смартфоні»
23 травня 2019 новообраний Президент України Володимир Зеленський озвучив ідею «держави в смартфоні», згідно з якою за допомогою телефона можна було б комунікувати з державою і брати участь в її управлінні.
У червні 2019 року радник президента Михайло Федоров озвучив плани зі створення бренду «держави в смартфоні», запуску електронної ідентифікації у смартфоні й переводу 90 % державних послуг в онлайн. Для цього, зокрема, було розпочато взаємодію із Естонією, що вже мала великий досвід електронного врядування.
Для впровадження цієї ідеї у серпні-вересні 2019 року новим складом Верховної Ради у ній було утворено Комітет з питань цифрової трансформації, а у новому уряді було введено посаду Віцепрем'єр-міністра — Міністра цифрової трансформації, на яку призначено Михайла Федорова, і утворено Міністерство цифрової трансформації України (Мінцифра України).

### Застосунок і портал Дія
27 вересня 2019 року Мінцифра України презентувала бренд «держави у смартфоні» — «Дія». Міністр цифрової трансформації України Михайло Федоров оголосив про запуск однойменних сайту і мобільного застосунку для отримання державних послуг.
4 грудня 2019 року Кабінет Міністрів України затвердив постанову «Питання Єдиного державного вебпорталу електронних послуг („Порталу Дія“) та Єдиного державного порталу адміністративних послуг» та відповідне Положення, якими було врегульовано функціонування «Порталу Дія».
16 грудня 2019 року було запущено бета-тест мобільного застосунку Дія, який надавав доступ зі смартфона до цифрового посвідчення водія та свідоцтва про реєстрацію транспортного засобу. Для отримання доступу потрібно було вже мати і водійські права та техпаспорт, а також необхідно було пройти ідентифікацію за допомогою системи BankID у додатках Приват24 або monobank. Верифікація документів співробітниками поліції відбувалася за допомогою QR-коду. За півтора місяця бета-тестування застосунку Мінцифра отримала заявки від 58 тисяч водіїв, з яких 32,5 тис. взяло участь у публічному бета-тестуванні.
6 лютого 2020 року відбулася офіційна презентація застосунку Дії за участі вищого керівництва держави. Під час презентації Президент України Володимир Зеленський сказав, що відтепер 9 мільйонів українців зможуть користуватися посвідченням водія у своєму смартфоні, а Прем'єр-міністр Олексій Гончарук назвав реалізацію програми «Держава в смартфоні» однією із найпріоритетніших для уряду. Окрім застосунку також було презентовано онлайн-платформу «Дія. Цифрова грамотність».
За два місяці після запуску застосунку його завантажили 2 025 000 користувачів.
2 квітня 2020 року було офіційно запущено портал державних послуг «Дія», на якому вже можна було отримати 27 державних послуг онлайн. До цього від 24 лютого до 30 березня тривало бета-тестування порталу.
У квітні 2020 року у застосунку Дія також з'явилися цифровий студентський квиток та електронні версії ID-картки та закордонного біометричного паспорта.
2 червня 2020 року у застосунку оновили налаштування та додали QR-сканер для зручного зчитування та верифікації документів.
На початку травня 2024 року, Мінцифра України створила офіційний канал Дії у WhatsApp Channels. Згідно повідомлення Мінцифри, таке рішення з'явилося на фоні погроз стосовно блокування Telegram. Окрім Дії, з'явилися також офіційні канали міністра цифрової трансформації Михайла Федорова та самої Мінцифри. Призначення цих каналів — публікування офіційної інформації.

### Дія 2.0
5 жовтня 2020 року Мінцифра України провела презентацію «Diia Summit», на якій презентувало масштабне оновлення Дії («Дія 2.0») — нові електронні послуги у застосунку та на порталі. До застосунку додали три нові документи, такі як свідоцтво про народження дитини, цифровий індивідуальний податковий номер та довідку внутрішньо переміщеної особи. Також у застосунку з'явилася можливість передачі копії документів із телефону, а також перегляду штрафів за порушення ПДР і боргів за виконавчими провадженнями. Водночас на порталі теж з'явилися нові послуги, такі як онлайн-версія комплексної послуги при народженні дитини «єМалятко», будівельні послуги та можливість зареєструвати ТОВ. Також Зеленський заявив, що Україна з 2021 року мала почати входження до режиму «paperless», коли державні органи мали припинити вимагати паперові довідки чи інші документи для отримання державних послуг.
З 8 по 15 грудня Мінцифри проводило багбаунті для пошуку вразливостей і багів у застосунку Дія. В процесі багбаунті було знайдено два технічні баги найнижчого рівня, проте суттєвих вразливостей не було виявлено.
Станом на кінець 2020 року 6 мільйонів українців користувалися застосунком, із яких понад 2,6 мільйони користувалися оновленою версією. У застосунку був доступ до 9 документів та 3 послуг. На порталі Дія було доступно вже 50 державних послуг.
30 березня 2021 року Верховною Радою України було ухвалено закон, згідно з яким електронні паспорти у Дії зможуть застосовуватися на рівні із паперовими документами починаючи із 23 серпня 2021 року. За словами Міністра цифрової трансформації України Михайла Федорова, Україна стала першою країною у світі, у якій електронні паспорти мають таку ж юридичну силу, як їх фізичні аналоги.
Вранці 30 квітня 2021 року у роботі хостинг-провайдера De Novo, який обслуговував Дію, стався масштабний збій, через який кілька годин не працювали застосунок та портал Дія. Як виявилось пізніше, все сталося через збій в роботі гіпервізору віртуальної мережі VMware.
30 вересня 2022 року в застосунку відновилась можливість оплачувати штрафи за порушення правил дорожнього руху.

### Diia Summit 2.0
17 травня 2021 року в рамках форуму «Україна 30. Цифровізація» відбувся другий Diia Summit («Diia Summit 2.0» або «Diia Summit Spring 2021»), на якому було презентовано масштабне оновлення Дії. Серед нових послуг були презентовані: можливість зміни реєстрації онлайн, автоматична реєстрація ФОП, сплата податків та подання декларацій, Дія. Підпис, авторизація за допомогою прикладання ID-картки до смартфона (NFC-авторизація), статичний QR-код тощо. Також на саміті Президент України Володимир Зеленський оголосив, що Україна увійде у режим без паперів вже із 24 серпня 2021 — до 30-річчя незалежності України. Президент також наголосив, що побудова цифрової держави є важливою складовою національної безпеки, а Прем'єр-міністр Денис Шмигаль зазначив значний економічний ефект, що має принести розвиток цифрової економіки.
1 липня 2021 року в Україні було запущено сертифікати вакцинації від COVID-19, що доступні через Дію. Є два види сертифікатів — українські, що діють лише всередині країни, та міжнародні, які можна використовувати за кордоном.
27 липня 2021 року було запущено другий етап Bug Bounty Дії з призовим фондом у 1 млн грн. У цей раз конкурс триває 6 місяців, і кожен охочий може взяти у ньому участь.
19 серпня 2021 року Європейська комісія визнала українські ковідні сертифікати у Дії, тож з наступного дня їх почали визнавати в Європейському Союзі.
29 листопада 2021 року Мінцифра України було презентувала 7 нових функцій, серед яких:
- оформлення субсидії;
- призначення і перерахування пенсії;
- формування довідок про страховий або трудовий стаж, пенсіонерів про доходи, витягу з реєстру застрахованих осіб.

А вже з 1 грудня в тестовому режимі українці зможуть змінювати місце проживання в застосунку. Така послуга запрацює майже по всій країні. Раніше необхідно було очікувати близько місяця, а попередньо відвідати декілька установ та заповнити багато бланків, а зараз це займатиме всього добу, а виходити з дому не буде необхідності.

### Diia in DC
23 травня 2023 року у Вашингтоні відбувся саміт Diia in DC, який організований у співпраці між USAID та Мінцифрою України та за підтримки Eurasia Foundation, UKAid, Visa та Google.org Employment Opportunities з Дія. Освіта. На саміті були представлені досягнення, яких змогла досягти команда розробки застосунків, також було вказано про поширення досвіду розробки між Колумбією і Замбією.

### Відкриття кодової бази
13 березня 2024 року на офіційному каналі Міністра цифрової трансформації було оголошено, що проєкт Дія відкриває доступ до кодової бази застосунку. Open Source розміщено на Github, щоб будь-хто міг ним скористатися. Авторизуватися на ресурсі необов'язково. Код, викладений у вільний доступ, написано декількома мовами програмування.

### Вступ до Армії дронів
17 жовтня 2024 року в сервісі Дія з'явилась рекрутингова послуга — «Вступ до Армії дронів». Дана рекрутингова модель допомагає обрати в застосунку за фільтрами бажану бригаду або підрозділ, далі потрібно декілька заяв. Після відправлення заяви рекрутер повинен запросити людину на співбесіду, за результатами якої підписується контракт.

### Дія. Картка
17 грудня 2024 року в Україні запустили «Дія. Картку» для отримання виплат від держави. «Замість кількох різних карток — один зручний інструмент. Тож згодом вам більше не доведеться випускати щоразу нові картки для отримання допомоги чи інших державних виплат», — написав міністр цифрової трансформації Михайло Федоров. Зараз Дія. Картку можна відкрити в кількох банках, які першими долучилися:
- ПриватБанк
- А-банк
- Акордбанк
- Глобус банк
- monobank

### Зупинка фінансування USAID та платні послуги
У лютому 2025 року фонд USAID, який був найбільшим донором Мінцифри, призупинив фінансування проєктів. За повідомленням Politico та даними Кабміну, у рамках п’ятирічної програми 2023-2028 років «Ukraine Digital Transformation Activity» фонд Eurasia Foundation отримав $69 млн із запланованих $150 млн, подальша підтримка зупинена. Заступник міністра Олександр Борняков повідомив, що проводиться пошук альтернативних джерел фінансування.
18 травня 2025 року Михайло Федоров анонсував, що з 1 червня сервіс передачі копій документів стане платним для фінансових установ. Керівник команди впровадження Дії Олексій Вовк заявив, що у майбутньому платними будуть ще два сервіси: Дія.Підпис і Diia.OAuth. У перспективі Мінцифри планує перетворити Дію на маркетплейс та виокремити платформу в окрему компанію з можливістю публічного продажу акцій.

## Державні документи в додатку
Станом на кінець 2021 року у застосунку доступно вже 15 цифрових документів. Також у застосунку можна підписувати будь-які інші документи за допомогою Дія. Підпису.

#### Водійське посвідчення
Цифрове водійське посвідчення дало змогу користувачам керувати транспортним засобом без фізичних водійських прав, а патрульній поліції — перевіряти документи й особу водія за онлайн-запитом до реєстру. Україна стала однією з 10 країн світу, що запровадили таку послугу. Електронні водійські посвідчення й електронне свідоцтво про реєстрацію транспортного засобу є цифровими версіями документів, а не їхніми альтернативами.
Техпаспорт з'явився в застосунку Дія одночасно з цифровими водійськими правами.
8 грудня прем'єр-міністр України підписав постанову, яка дозволяє водіям зберігати власні права віртуально. Відтепер, можна відмовитися від пластикового документа, натомість завантаживши свої права у додаток «Дія».

#### Цифровий студентський квиток
Юридична сила документа визначена Постановою Кабінету Міністрів України № 1051 від 18 грудня 2019 року. У Дії можуть бути створені цифрові студентські квитки на основі пластикових оригіналів студентського квитка державного зразка.

#### Внутрішній і міжнародний паспорти України
Електронні ID-картка та закордонний біометричний паспорт доступні з 22 квітня 2020 року.

#### Свідоцтво про народження дитини
Документ показуватиметься в мобільному додатку «Дія» в обох батьків у смартфонах. Електронний документ матиме таку ж юридичну силу, що й паперовий документ. Разом зі свідоцтвом буде показуватися в застосунку актуальна адреса прописки дитини.

#### Дипломи та атестати освіти
22 березня 2024 року було оголошено, що нова версія застосунку має можливість отримати підтвердження про наявність диплому/атестату користувача. В наявності наступні підтвердження.
Свідоцтво про базову середню освіту; Атестат/свідоцтво про повну загальну середню освіту; Свідоцтво про присвоєння (підвищення) робітничої кваліфікації; Диплом кваліфікованого робітника; Диплом фахового молодшого бакалавра; Диплом молодшого спеціаліста; Диплом молодшого бакалавра; Диплом бакалавра; Диплом спеціаліста; Диплом магістра; Диплом доктора філософії; Диплом доктора мистецтва.

### COVID-сертифікати
1 липня 2021 року в Україні було запущено сертифікати вакцинації від COVID-19, що доступні через Дію. Є два види сертифікатів — українські, що діють лише всередині країни, та міжнародні, які можна використовувати за кордоном.

### Дія. Підпис
17 травня 2021 року до застосунку було додано послугу «Дія. Підпис», яка дозволяє підписувати електронним цифровим підписом будь-які документи зі смартфона, а також допомагає авторизуватися на деяких порталах державних послуг і отримати до них доступ в режимі онлайн.
Спочатку для генерації підпису необхідно було крутити головою, щоб пройти авторизацію через розпізнавання обличчя, однак з 13 січня 2022 року процедуру було спрощено, і тепер для його генерації достатньо один раз кліпнути очима.

## Державні послуги
На момент офіційного запуску порталу 2 квітня 2020 року на ньому вже можна було отримати 27 державних послуг. Зокрема, були доступні такі послуги як реєстрація підприємницької діяльності, оформлення довідки про несудимість та допомоги при народженні дитини, подача позову до суду, реєстрація авто тощо.
З 24 квітня 2020 року в сервісі стало доступним отримання статусу безробітного.
Станом на кінець 2020 року на порталі було доступно 50 послуг.
Станом на кінець 2021 року на порталі вже доступно 72 послуги, а в застосунку — 9 послуг.
Наприкінці 2023 року запрацювала послуга купівлі-продажу авто в «Дія» за 15 хвилин. Також в тестовому режимі запустять можливість обміняти житловий сертифікат на житло для власників зруйнованого або пошкодженого житла в зоні бойових дій. Повноцінно послуга запрацює через кілька тижнів. У грудні 2023 року тако почалось тестування послуги єПідприємець.

### єМалятко
Однією з найпопулярніших послуг, які можна отримати на порталі «Дія», є комплексна послуга при народженні дитини «єМалятко». За однією заявою батьки новонародженої дитини можуть отримати до 9-ти державних послуг від різних органів влади пов'язаних із народженням дитини, таких як реєстрація народження і місця проживання дитини, призначення фінансової допомоги при народженні тощо.

### Одруження
З 27 лютого 2023 року на порталі стало можливо подати заяву про шлюб. 10 хвилин онлайн замість походів до ДРАЦСу, заповнення паперових заяв, перевірки в держреєстратора, витрати часу в банку та інших зовсім не романтичних речей. Вже у вересні 2024 Шлюб онлайн через Дію був доопрацьований. Весь процес реєстрації шлюбу проходить у застосунку — від подання заяви до одруження. Подання заяви відбувається за ~10 хв. Надання послуги за один робочий день. Вартість від 0,85 грн до 1663.85 грн — залежно від обраних послуг та дня реєстрації шлюбу.

### Субсидії та пенсії
З листопада 2021 року в сервісі заплановано початок роботи оформлення пенсій та субсидій. За словами керівника з розвитку електронних послуг Мінцифри України Мстислава Баника, 1,4 млн осіб щорічно подають документи на субсидію, і відтепер це можна буде робити в електронному форматі.

### єЗахист
На початку 2022 у додатку Дії з'явиться нова послуга — єЗахист. З її допомогою українці зможуть дізнатися про базові правила кібербезпеки та в яких реєстрах є інформація про них.

### єПідтримка
Українська державна програма, спрямована на підтримку вакцинації проти пандемії COVID-19 з одного боку, та на підтримку здоров'я населення та тих індустрій, що найбільше постраждали від пандемії, зокрема на креативних індустрій і передовсім культури, а також фізичної культури і спорту і транспорту з другого боку, третьою метою є підвищення рівня діджиталізації в Україні. Згідно з цією програмою проводяться грошові виплати громадянам України, які вакциновані проти COVID-19. Виплата проводиться на суму 1000 гривень. Ці кошти вакцинована особа може витратити на купівлю книжок, білетів у кіно, театр та концерти, витратити у спортивних клубах, а також на залізничний квиток на потяги Укрзалізниці. Загалом з державного бюджету України на програму виділено 8 мільярдів гривень за ініціативою Президента України Володимира Зеленського. Відповідні зміни до бюджету були прийняті Верховною Радою України 2 грудня 2021 року, та підписані Президентом 8 грудня 2021 року.
Згодом програму було розповсюджено на виплату працівникам постраждалим від російського вторгнення в Україну з 24 лютого 2022 року.

### єРиба
19 жовтня 2023 року в Україні розпочала роботу Єдина державна електронна система управління галуззю рибного господарства (єРиба).

### Іпотека єОселя
Додаток дає можливість порівняти пропозиції по відсотках іпотеки на купівлю житла від банків України.

### Гід із державних послуг
27 серпня 2020 року пущений в дію «Гід з державних послуг» — офіційний інформаційний онлайн-портал про всі сервіси та державні послуги в Україні, що надаються органами виконавчої влади та місцевого самоврядування. Він містить повну та вірогідну інформацію щодо 1000 послуг — про місце, спосіб, строк, вартість, результати отримання послуг, а також необхідні документи та спосіб оскарження їх результатів. Гід доступний у двох форматах відкритих даних: Excel та JSON. Інформацію впорядковано за 36 життєвими подіями та розподілено за 17 категоріями, залежно від сфери діяльності. Серед найпопулярніших категорій — соціальний захист, громадянство та міграція, діяльність бізнесу та громадських формувань, сфера інтелектуальної діяльності, фінанси та податки.

### Дозвіл на зброю
10 березня 2025 року повідомили, що в додатку Дії можна генерувати витяг з Єдиного реєстру зброї та отримуйте сповіщення про закінчення терміну дії документа.

## Цінні папери

### Військові облігації
На початку січня 2025 року Віце-прем'єр-міністр України з інновацій, розвитку освіти, науки та технологій — Міністр цифрової трансформації України Михайло Федоров повідомив, що у застосунок «Дія» додано дві нові військові облігації — облігації «Вугледар» та «Скадовськ», метою яких є допомога війську та державі з вигодою для себе.

## Розробники
Український офіс компанії EPAM Systems з білоруським корінням, провідного світового постачальника послуг з розробки цифрових платформ та програмного забезпечення, виступив партнером Мінцифри України у створенні першого в Україні мобільного додатку державних послуг «Дія» на волонтерських засадах.

## Державне підприємство «Дія»
29 липня 2019 року, Указом Президента України № 558, було засноване Державне комерційне підприємство «Дія», яке займається управлінням та розвитком порталу Дія, мобільного застосунку, та інших сумісних проєктів та послуг.

## Проєкти під брендом «Дія» поза додатком

### Дія. Освіта
На порталі «Дія. Цифрова освіта» доступні такі освітні послуги: базові цифрові навички, цифрова грамотність для вчителів, серіал для батьків «Безпека дітей в інтернеті», «Смартфон для батьків», «Карантин: онлайн-сервіси для вчителів» і «Диджитал-фізкультура для школярів за участі зірок спорту»[джерело?].
Листопад 2021 року Мінцифрою оголошено місяцем цифрової грамотності.
17 травня 2023 року відбулася презентація нового сайту, для навчання Дія.Освіта — osvita.diia.gov.ua
25 липня 2023 року Мінцифра та ЛУН презентують освітній серіал про професію рієлтора. Після перегляду прямо на порталі можна пройти фінальне тестування й отримати сертифікат. Також додано симулятор для закріплення знань.
Освітній серіал та Симулятор створено з ініціативи Мінцифри для платформи Дія. Освіта за підтримки Google.org, Фонду Східна Європа за сприяння ЛУН.

### Дія. Бізнес
Це портал допомоги середньому та малому бізнесу. Цей сайт для майбутніх і досвідчених підприємців — 1 stop shop із відповідями на всі питання. Зараз платформа працює в тестовому режимі. У Харкові відкрито Центр підтримки підприємців із консалтинговою зоною «Дія. Бізнес». По всій країні буде відкрито 15 таких установ, найбільший центр «Дія. Бізнес» в Кривому Розі.

### Дія Центри
У 2021 році Мінцифри України розпочало програму модернізації Центрів надання адміністративних послуг (ЦНАПів) і утворення ЦНАПів нової формації — так званих «Дія Центрів». У таких центрах окрім адміністративних послуг, можна буде отримати консультації щодо онлайн-послуг та бізнесу, комп'ютери із доступом до інтернету, комунальні послуги та безоплатну правову допомогу.

### Дія City
Дія City — це спеціальна віртуальна економічна зона зі спеціальним податковим, фінансовим і правовим режимом, в тому числі з британським правом усередині. Це дозволить залучити зовнішні інвестиції в Україну та спростити умови ведення бізнесу в Україні. У «Дія City» також передбачено створення окремого самоврядування та податкового клімату.
Першими резидентами будуть ІТ-компанії. Податки будуть на рівні 10 %. Програма має запрацювати на початку 2022 року.
Критеріями для резидентів будуть:
- для діяльних підприємств: зарплата від 1200 євро; кількість працівників від 9 осіб;
- для стартапів: сума річного доходу не перевищує 7 млн грн; зареєстрований не раніше ніж за 24 місяці[104].

Дані умови будуть діяти 25 років.
В цілому ІТ-індустрія сприйняла позитивно-насторожено, оскільки деякі ризики залишилися, в тому числі — ризик корупції.
Законопроєкт № 9319, який Верховна Рада України ухвалила в квітні 2024 року у першому читанні, зробить Дія.City доступнішим для стартапів, — про це повідомив міністр цифрової трансформації України Михайло Федоров. За новим законопроєктом навіть найменші технологічні компанії зможуть стати резидентами Дія.City. Для них будуть доступні найкращі в Європі податкові ставки та всі інструменти для масштабування та залучення інвестицій.

### mRiik аналог розробки
19 січня 2023 року, Міністр цифрової трансформації України Михайло Федоров повідомив, що в Естонії відбувся показ застосунку mRiik, що є аналогом Дії. У лютому 2023 року mRiik запускається для тестувальників. Повноцінний запуск планується на середину 2023 року.
В лютому 2023 року було повідомлено, що п'ять країн світу, а саме з Європи, Азії та країн Африки, хочуть мати аналоги українського застосунку «Дія». Вони планують на його основі створити власний цифровий продукт для своїх громадян.

## Здобутки та визнання
У вересні 2024 року, за повідомленням Мінцифри України, український застосунок «Дія» увійшов до списку «Best Inventions 2024» за версією впливового американського журналу «Тайм» у категорії Apps & Software. Відомо, що «Тайм» щорічно оцінює 200 інноваційних продуктів, які створюють революцію у різних галузях і покращують життя мільйонів людей. Це досягнення — символ визнання України на світовій арені як цифрового лідера.

## Проблеми в застосуванні

### 2021
30 квітня Мінцифри України повідомило про технічний збій на платформі G-Cloud хостинг-провайдера De Novo, на якому розміщені портал та застосунок «Дія». «Сьогодні вранці стався технічний збій на платформі G-Cloud хостинг-провайдера De Novo, на якому розміщені портал та застосунок «Дія». Програмний збій стався в технологічному стеку віртуалізації», — було зазначено в повідомленні. Як виявилось пізніше, все сталося через збій в роботі гіпервізору віртуальної мережі VMware. «В свою чергу, VMware повідомляє, що зараз всі сили кинуті на те, аби встановити точну причину інциденту».
20 жовтня у роботі онлайн-сервісу державних послуг для громадян «Дії» стався збій. Виникла проблема із входом у мобільному додатку до розділу «Послуги», зокрема з Covid-сертифікатами. Також стали недоступними окремі послуги однойменного розділу: «Податкові послуги», «Заміна посвідчення водія», «Петиції», «Штрафи» та ряд інших.
2 листопада в ході активізації вакцинації від коронавірусу в мобільному додатку «Дія» стався масштабний двогодинний збій, в результаті якого користувачі не могли підтвердити свої COVID-сертифікати й авторизуватися у програмі. Станом на 16:05 додаток знову почав працювати, але сертифікати про вакцинацію у ньому потрібно було згенерувати наново.
13 грудня, у перший день застосування пілотного проєкту «єПідтримка», у застосунку «Дія» стався збій в електронній системі охорони здоров'я (ЕСОЗ), до якої лікарі повинні вносити дані про вакцинацію. «Проводилися технічні роботи, а систему „Дію“ перевантажили банки. Через це увечері 13 грудня було неможливо згенерувати COVID-сертифікати у застосунку. Найближчим часом цю проблему мають вирішити», — повідомив заступник міністра цифрової трансформації України Мстислав Банік.

### 2022
14 січня внаслідок хакерської атаки деякі урядові сайти та сайт «Дії» перестали працювати. Пізніше СБУ повідомила, що сайти відновлені, а витоку даних не було.
15 лютого, приблизно о 20:00, відбулася потужна DDoS-атаку на портал «Дія». Початковий вектор — Росія та Китай. Десь 600 тисяч пакетів шкідливого трафіку в секунду. Наші фахівці швидко «обрізали» цей напрямок, але атака повернулася вже із Чехії та Узбекистану. І знову була «відбита», — повідомив Міністр цифрової трансформації України Михайло Федоров.
За словами віцепрем'єра та міністра цифрової трансформації України Михайла Федорова, після 24 лютого 2022 року, тобто після початку російського вторгнення в Україну, на «Дію» офіційно фіксувалося більше 2000 кібератак за рік.

### 2023
5 серпня на порталі сервісу державних послуг онлайн «Дія» у реєстрах актів цивільного стану розпочалися технічні роботи, тому з 18:00 5 серпня до 07:00 7 серпня 2023 року, тимчасово не працюватимуть декілька послуг, а саме: заява про шлюб, єМалятко, дублікати та витяги про народження, смерть, реєстрацію, розірвання шлюбу та про зміну імені, — про це повідомили в пресслужбі «Дії».

### 2024
3 лютого в роботі застосунку «Дія» стався масштабний збій. У зв'язку з великою кількістю охочих взяти участь у глядацькому голосуванні під час Національного відбору на Євробачення-2024 «Дія» тимчасово припинила працювати. За словами Міністра цифрової трансформації України Михайла Федорова, збій стався через те, що застосунок приймав щосекунди 15 тисяч запитів. Станом на ранок 4 лютого роботу застосунку відновлено.
13 лютого в роботі застосунку «Дія» стався черговий збій. За словами користувачів, на платформі не відображалися документи та інша інформація.
17 вересня у додатку «Дія» стався збій. Українцям, які подавалися на програму «єВідновлення» та отримали житлові сертифікати за зруйноване майно почали надходити листи із нібито їх «анулюванням».
19 грудня, згідно повідомлення на порталі цифрових держпослуг, через оновлення державних реєстрів у «Дії» тимчасово не працює понад 20 сервісів. Пізніше Мін'юст повідомив, що причиною недоступності є кібератака на реєстри.

### 2025
26 квітня, вранці, в Україні стався масовий збій додатків і терміналів. Зокрема при спробі входу в додаток «Дія», сервіс повідомляв, що сталася помилка і пропонував користувачеві повторити спробу пізніше. Збій стався в результаті технічних проблем з живленням у хмарного провайдера De Novo, де розміщені портал та застосунок «Дія».

## Критика

### 2022
На початку року колектив фахівців з кібербезпеки заявив, що застосунок має багато проблем як з архітектурною моделлю, так і з якістю реалізації. В опублікованому документі «Що не так з Дією» серед 22 пунктів вони вказали наступні недоліки:
- Використання BankID, який не забезпечує достатньої безпеки для ідентифікації користувачів високого рівня довіри;
- Збір та зберігання сервісом персональних даних, що підтверджується повідомленням на порталі[139] та, на думку авторів, розходиться з заявами чиновників;
- Ризики шахрайства, перехоплення е-документів та можливі наслідки дистанційного зламу смартфону з додатком;
- Недоступність послуг для громадян, які мають складнощі з використанням смартфонів, особливо серед людей старшого віку;
- Монополізація та примус до використання «Дії» через виключну доступність певних сервісів лише у додатку (наприклад, сертифікатів про вакцинацію від COVID-19 або виплат ЄПідтримка).

Заступник Міністра цифрової трансформації Олексій Вискуб відреагував на критику, в основному заперечивши наявність проблем. Сам матеріал він оцінив як маніпулятивний, фейковий і нелогічний, а авторів документа назвав некомпетентними.
21 січня, через тиждень після хакерської атаки, на порталі RaidForums з'явилося повідомлення про продаж персональних даних понад двох мільйонів українців. Зловмисник стверджував, що вони були отримані з «Дії». Мінцифри назвало розміщення інформації про продаж елементом гібридної війни та заявило, що витоку під час атаки не відбулося. За словами міністерства, джерелом були старі дані, скомплектовані з витоків до 2019 року. Експерти погодилися з наявністю «російського сліду», проте виявили в зразках свіжі документи, датовані 15 грудня 2021 року. Також вони вказали на ігнорування розробниками думок фахівців, легковажне ставлення до кібербезпеки та відсутність незалежного розслідування.
12 липня у фейсбук-акаунті «Дії» розмістили статистику чат-боту єВорог, супроводивши її історією про жінку-колаборантку, яка «Вагітна від рашиста. Вважає себе ледь не першою леді села». Користувачі та журналісти звинуватили команду сервісу в сексизмі, можливому звинуваченні жертви та недоречності подібного контенту на тлі реальних злочинів. «Дія» видалила пост та попросила вибачення за некоректну комунікацію.

### 2023
19 червня «Економічна правда» опублікувала розслідування щодо компанії ТОВ "ФК «Єдиний простір», яка забезпечує проведення платежів в «Дії» та отримує комісійну винагороду з кожної транзакції. За відкритими даними, її власник, Ігор Зотько, також є виконавчим директором казино «Pin-Up», яке звинувачували у зв'язках з РФ. Компанія-розробник «Kitsoft» повідомила, що шукала стороннього надавача послуг оплати, оскільки не має такого досвіду розробки. За словами CEO Олександра Єфремова, позадоговірні відносини з ТОВ "ФК «Єдиний простір» або його власниками відсутні. Компанія «Pin-Up» заявила про вихід з російського ринку, проте у 2024 році ДБР оголосило про підозри її бенефіциарам та топменеджерам через пособництво державі-агресору. Ігор Зотько був затриманий у січні 2025-го.

### 2024
13 березня у репозиторії відкритого коду «Дія» для Android учасники спільноти запропонували додати застосунок до каталогу F-Droid як альтернативу Google Play та вказали на недопустимість прив'язки громадян до власницького програмного забезпечення Google. Розробник відповів, що продукт розповсюджується лише на офіційних майданчиках, а репозиторій не призначений для створення власних копій застосунку.
24 червня Міністерство юстиції США оголосило в розшук п'ятьох військовослужбовців в/ч 29155 ГР ГШ ЗС РФ та одного цивільного росіянина, яких підозрюють у кібератаках 2022 року. В обвинувачувальному акті підозрюваним ставиться у вину повідомлення про продаж нібито даних 13,5 мільйонів користувачів «Дії». У зв'язку з цим Володимир Ар'єв, член комітету Верховної Ради України з питань цифрової трансформації, запропонував запросити міністра Михайла Федорова на засідання комітету для надання пояснень. Також він наголосив на відсутності довіри до Мінцифри через відсутність серйозного розслідування.
17 грудня CPO KARAKUM Soft Вікторія Александрова повідомила, що шахраї отримали доступ до її акаунта у «Дії» та скористалися ним для отримання кредитів на її ім'я. Також користувачка поскаржилася на неможливість завершення сесії зловмисників та погану роботу підтримки. Кіберексперт Костянтин Корсун заявив, що причиною ситуації є головний дефект архітектури сервісу: використання BankID замість власної системи ідентифікації. Мінцифри заперечило, що шахрайство сталося через незахищенність сервісу. За даними міністерства, зловмисники отримали доступ до BankID, за допомогою якого оформили кредити та зайшли у «Дію», проте не змогли скористатись жодною послугою без цифрового підпису власниці.